# Alte Heide (München)
Die Alte Heide ist eine Siedlung in München. Sie liegt im Norden des Münchner Stadtteils  Schwabing im Stadtbezirk 12 Schwabing-Freimann.

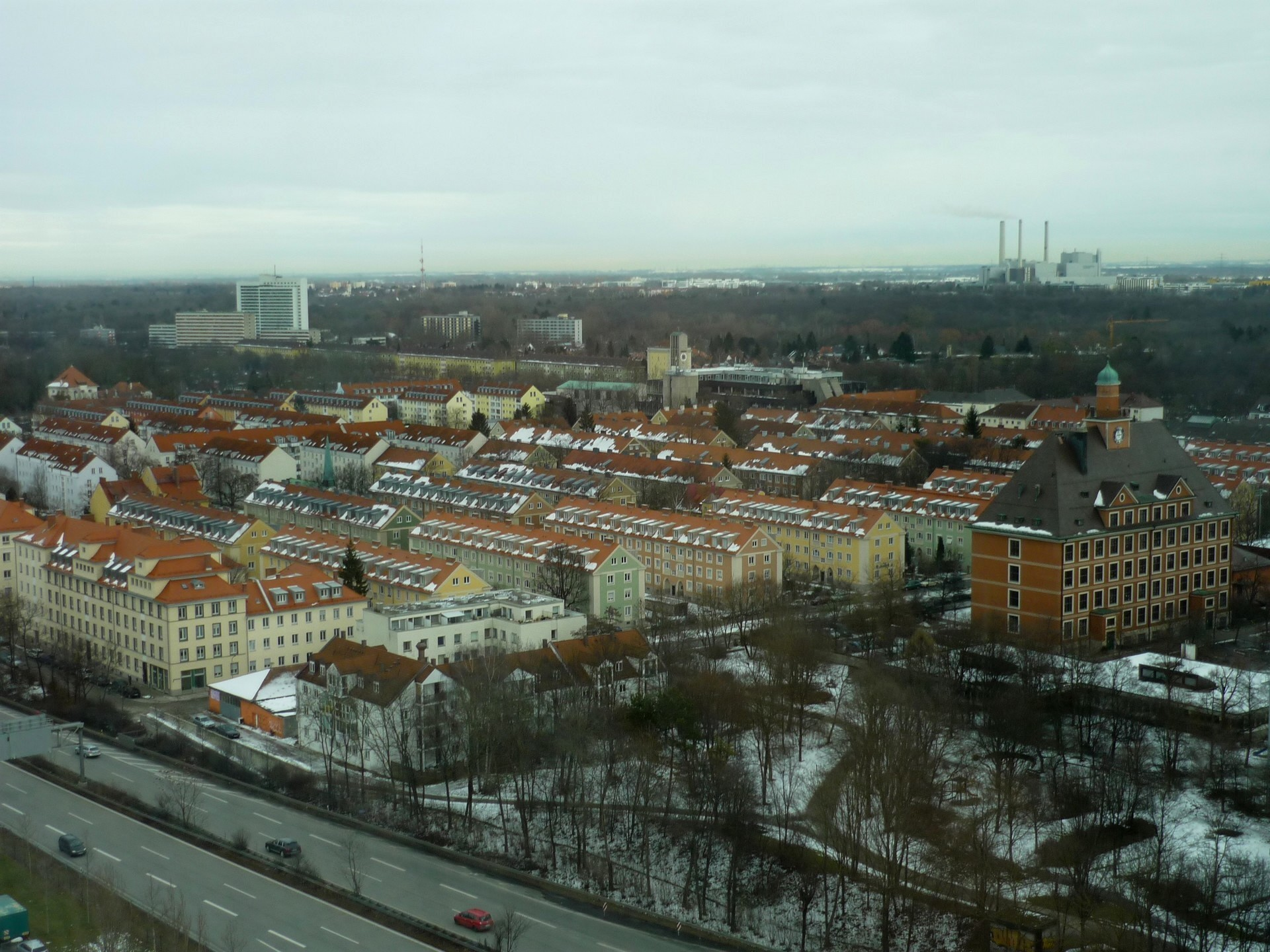
Alte Heide (Blick von Südwesten)

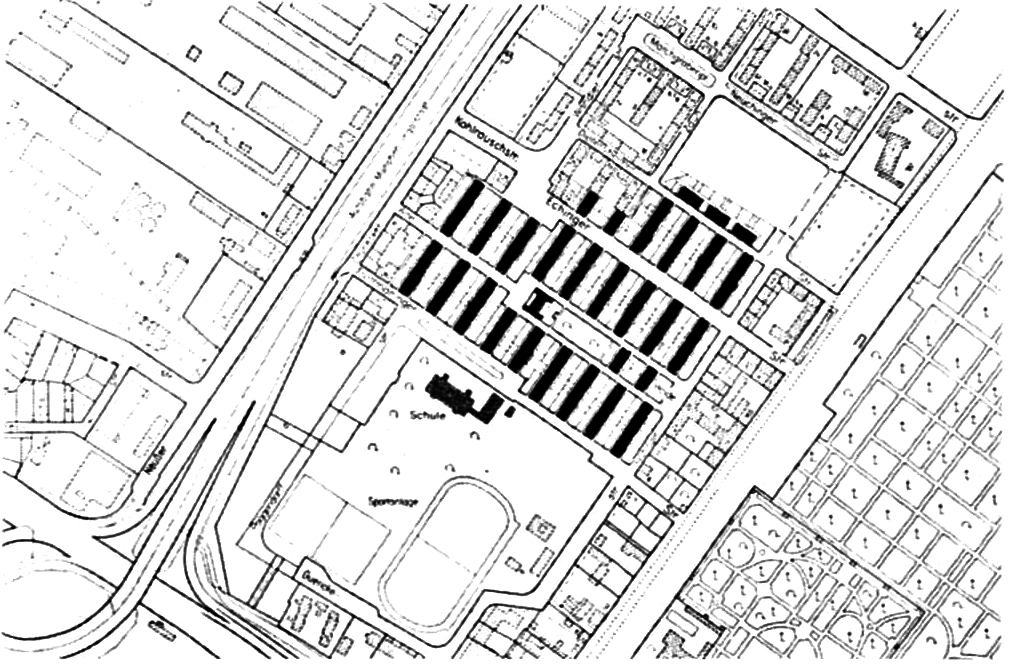
Lageplan

Die Siedlung wurde von 1919 bis 1928 von Theodor Fischer als „Gartenwohnpark“ geschaffen. Auftraggeber war die 1918 von sechs Industriebetrieben und dem „Verein zur Verbesserung der Wohnungsverhältnisse in München e. V.“ (heute: Gemeinnütziger Wohnungsverein München 1899 e. V.) gegründete „Gemeinnützige Baugesellschaft Alte Heide“, die die Schaffung von kleinen Wohnungen für Arbeiter der Großindustrieanlagen im Norden der Stadt zum Ziel hatte. Sie besteht aus 26 in Form des Zeilenbaus angeordneten Wohngebäuden mit jeweils drei Stockwerken (Miet- und Eigentumswohnungen mit jeweils zwei bis fünf Zimmern). Die überwiegende Zahl der Wohnungen hatte eine Wohnfläche von 60 m² mit zwei Zimmern, die in München übliche Wohnküche, WC und Vorplatz sowie eine Loggia. Die gemeinschaftliche Badeanlage im Verwaltungsgebäude bot Wannen- und Brausebäder an. Ab 1926 plante Fischer ohne äußere Veränderungen die noch zu bauenden Wohnungen mit neuen Grundrissen: mit je vier Zimmern, Küche, Speisekammer und Bad, um dem Bedürfnis nach größeren Wohnungen nachzukommen. Aufgrund der Wohnungsnot der zweiten Nachkriegszeit wurden 1949 zwei Dachwohnungen in jeder Zeile eingebaut. Ergänzt wird die Anlage durch eine Schule, eine Villa und ein ehemaliges Laden- und Verwaltungsgebäude. Der Baustil weist Elemente des Historismus und des Jugendstils auf. Zwischen den Gebäuden befinden sich Gärten und ein kleiner Park.
Fischer ordnete erstmals alle Bauten parallel zueinander und quer zu den Erschließungsstraßen an und erreichte damit eine gleichmäßige Orientierung zu Luft und Sonne und vermied die Nachteile der Blockbebauung. Die Alte Heide gilt daher als Pionier dieser in den 1920er Jahren und dann beim Wiederaufbau nach dem Zweiten Weltkrieg viel genutzten Bauform.
Teilweise wird noch die veraltete Schreibweise "Alte Haide" verwendet.
Die Alte Heide ist Namensgeberin für die gleichnamige U-Bahn-Station der Linie U6 sowie für den FC Alte Haide München.